# زرگر (بیله‌سوار)
زرگر روستایی است که در استان اردبیل، شهرستان بیله‌سوار، بخش مرکزی قرار دارد.

## جمعیت
بر اساس سرشماری سال ۱۳۹۵ جمعیت این روستا ۱۵۲۶ نفر با ۴۹۷ خانوار بوده‌است.